# Atlantic Avenue-Barclays Center
Atlantic Avenue-Barclays Center, in origine Atlantic Avenue-Pacific Street, è una stazione della metropolitana di New York situata all'incrocio tra le linee BMT Fourth Avenue, BMT Brighton e IRT Eastern Parkway. Nel 2019 è stata utilizzata da 13 939 794 passeggeri, risultando la stazione più trafficata di Brooklyn e la ventesima più utilizzata di tutta la rete. È servita dalle linee 2, 4, D, N, Q ed R sempre, dalla linea 3 sempre tranne di notte e dalle linee 5 e B durante i giorni feriali esclusa la notte. Durante le ore di punta fermano occasionalmente anche alcune corse della linea W.

## Storia
La stazione sulla linea IRT Eastern Parkway fu aperta il 1º maggio 1908, quella sulla linea BMT Fourth Avenue il 22 giugno 1915 e infine quella sulla linea BMT Brighton il 1º agosto 1920. La stazione IRT venne collegata alle due stazioni BMT il 16 gennaio 1978. Il complesso fu ristrutturato tra il 1999 e il 2003.

## Strutture e impianti
La stazione si sviluppa su tre livelli. Il livello più superficiale è rappresentato dalla stazione della linea IRT Eastern Parkway che è posizionata al di sotto di Flatbush Avenue e ha tre banchine, due laterali e una ad isola, e quattro binari, i due esterni per i treni locali e i due interni per quelli espressi. Al livello intermedio sono posizionati i corridoi di collegamento tra le tre stazioni e la stazione della linea BMT Fourth Avenue, che si sviluppa sotto Fourth Avenue e ha due banchine ad isola e quattro binari. Il livello più profondo è invece occupato dalla stazione della linea BMT Brighton, situata per gran parte al di sotto del centro commerciale Atlantic Terminal e dotata di una banchina ad isola e due binari.
I punti di ingresso della stazione dal piano stradale sono quattro: due scale e un ascensore all'incrocio tra Fourth Avenue e Pacific Street, una scala e un ascensore all'incrocio tra Atlantic Avenue e Flatbush Avenue di fronte al Barclays Center, una scala all'interno di One Hanson Place e il fabbricato viaggiatori della stazione di Atlantic Terminal.

## Interscambi
La stazione è servita da alcune autolinee gestite da MTA Bus e NYCT Bus e costituisce interscambio con la stazione ferroviaria Atlantic Terminal della Long Island Rail Road.
- Stazione ferroviaria (Atlantic Terminal, LIRR)
- Fermata autobus